# پرویز دینیار
پرویز دینیار (انگلیسی: Parvez Diniar؛ زادهٔ ۷ مارس ۱۹۵۴) بازیکن بسکتبال اهل هند بود. وی در بازی‌های المپیک تابستانی ۱۹۸۰ شرکت کرده‌است.